# Chuối xiêm
Chuối xiêm (còn gọi là chuối sứ) là một giống chuối trồng nông nghiệp có nguồn gốc từ Thái Lan, thuộc nhóm chuối tam bội ABB. Giống chuối này là một trong những loại cây ăn quả và cây trồng quan trọng nhất ở vùng nhiệt đới và cận nhiệt đới trên toàn thế giới. Quả chuối xiêm chứa nhiều chất dinh dưỡng thường được ăn lúc chín vàng tươi hoặc chế biến thành nhiều món ăn khác. Hầu như tất cả bộ phận của cây chuối xiêm đều có công dụng hữu ích với người.

## Tên gọi

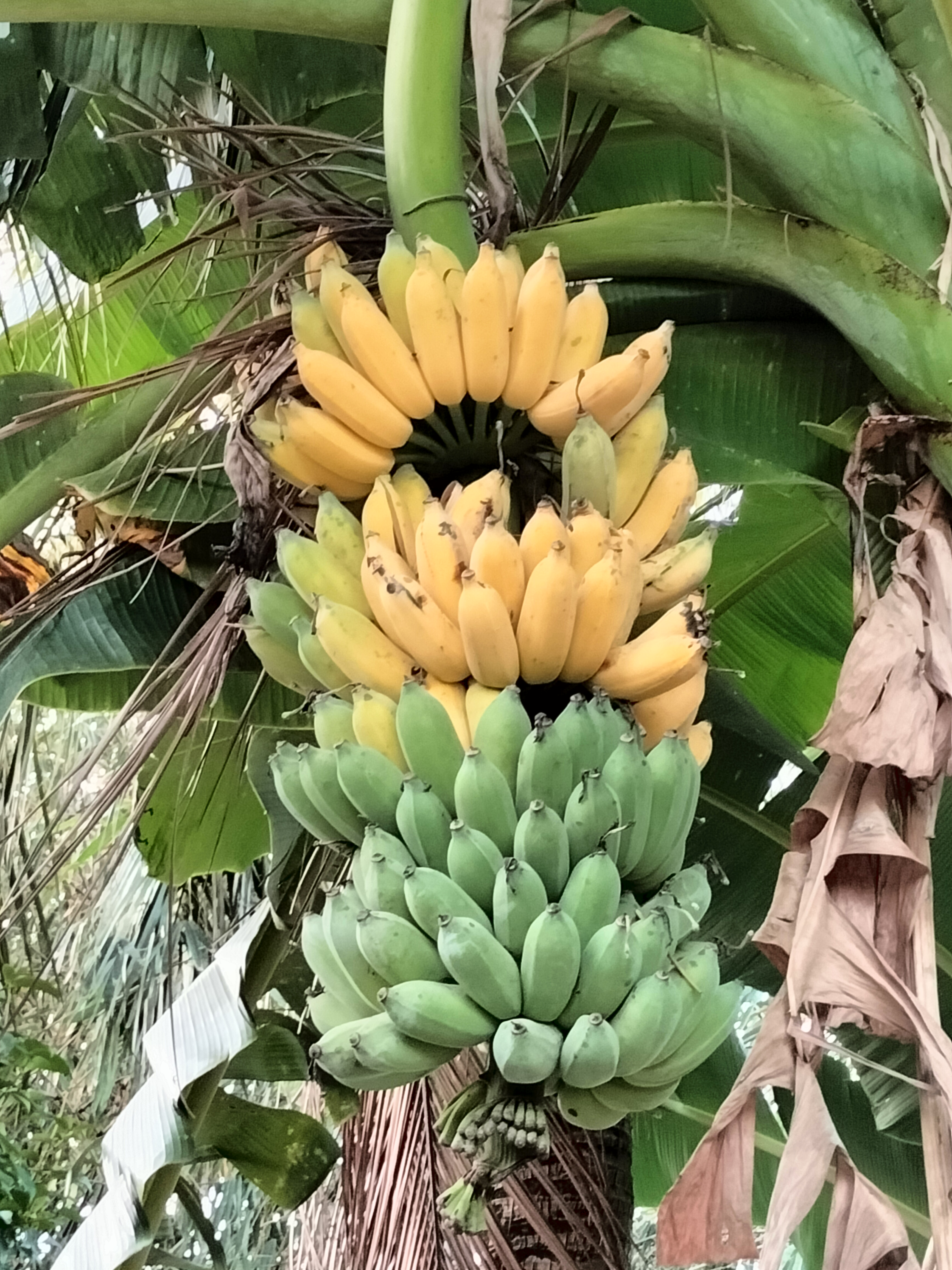
Buồng chuối xiêm ở Bến Tre

Chuối xiêm có tên gọi địa phương tại Úc là 'Ducasse', tại Uganda là 'Kayinja'. Tên gọi pisang awak theo tiếng Malaysia được sử dụng phổ biến trong viện nghiên cứu. Ở Thái Lan, chúng được gọi là kluai nam wa (กล้วยน้ำว้า). Thuật ngữ nam wa được chuyển sang tiếng Khmer, theo đó chuối xiêm tại Campuchia có tên gọi chek nam va (ចេកណាំវ៉ា). Nhưng tại tỉnh Surin nói tiếng Khmer của Thái Lan, chuối xiêm có tên chek sâ (ចេកស) hoặc chuối trắng. Giống chuối này có nhiều cách viết La tinh bao gồm 'Namwah Tall' (với chữ 'h' thừa). Trong tiếng Việt, chúng được gọi là chuối sứ hoặc chuối xiêm. Ở Philippines, chúng thường được gọi là lagkitan ở vùng Nam Tagalog hoặc botolan ở vùng Palawan.
Là một dạng đột biến chắc khỏe, 'chuối xiêm lùn' được biết đến ở Mỹ với tên gọi Musa 'Dwarf Namwa' do công ty Agri-Starts phát triển; và trong tiếng Thái là kluai nam wa khom (กล้วยน้ำว้าค่อม).

## Phân loại
Chuối xiêm có nguồn gốc từ Thái Lan, là giống lai giữa Musa acuminata và Musa balbisiana. Đa số các tài liệu đều cho rằng chuối xiêm thuộc nhóm giống chuối mang bộ gen ABB tam bội. Nhưng vẫn có tài liệu cho rằng giống này thuộc nhóm bộ gen AABB tứ bội. Danh pháp khoa học là Musa (ABB) 'Pisang Awak'. Danh pháp đồng nghĩa là: Musa paradisiaca var. awak.

## Tổng quan
Quả chuối xiêm có hình dáng hai đầu thon và nhỏ, không dài, phần giữa to, trên vỏ có ba gờ và cuống dài. Khi chín vỏ vàng, mùi thơm, phần thịt trắng nõn và có vị ngọt nhẹ vừa phải và hơi chát. Chuối xiêm cho quả nhiều hạt khi nguồn phấn hoa dồi dào.
Cây mọc cao 3 đến 5,2 m (9,8 đến 17,1 ft). Trồng ven theo bờ kinh, mương, sông rạch... Chuối xiêm trồng từ 8 tháng đến 1 năm sẽ ra quả. Bụi chuối cách nhau khoảng 1 m. Mỗi năm bón phân cho chuối từ 1 - 2 lần. Tùy theo cây con khi trồng nhỏ hay lớn, từ ngày trổ quả đến chín khoảng 100 ngày. Sau khi thu hoạch buồng chuối sẽ tiến hành tỉa cây, lá cho thoáng để cây con dễ mọc lên.

## Sinh thái
Cây chịu được khí hậu nắng nóng, chịu hạn tốt, thích hợp trồng ở vùng khô hạn. Chuối xiêm ưa ẩm và ưa sáng, thích nghi với điều kiện nhiệt đới nóng và ẩm. Lượng mưa trong năm cần phân bổ đều, khoảng 200–220 mm/tháng. Nhiệt độ lý tưởng khoảng từ 15-35 °C. Chuối có thể trồng trên nhiều loại đất, nhưng tốt nhất vẫn là đất phù sa có tầng mặt dày, tơi xốp, nhiều mùn, giàu dinh dưỡng, giữ ẩm và thoát nước tốt. Nếu đất có tầng canh tác mỏng, nhiều cát, nghèo chất hữu cơ hoặc nhiễm mặn sẽ khiến cây chuối sinh trưởng kém. Độ pH đất trồng chuối xiêm từ 5.0 - 7.0. Nếu đất quá chua hoặc kiềm quá sẽ khiến chất lượng quả ảnh hưởng, không ngọt và không thơm.

## Công dụng
Ở Uganda, chuối xiêm (được người dân địa phương gọi là kayinja) được trồng để nấu bia chuối.
Ở Campuchia, chuối xiêm (tiếng địa phương là chek nam va) được ưa chuộng hơn số khác vì có nhiều công dụng trong khi các giống chuối khác chỉ có giá trị về quả. Hoa chuối (ở giai đoạn ra hoa đực) và thân giả tuy có tính se nhưng được dùng làm rau ăn. Lá gấp lại được dùng làm hộp chứa các món cà ri hấp, ví dụ: cá hấp amok và ansom chek để hương thơm của lá chuối lan tỏa vào thức ăn đang nấu.
Ở Việt Nam, chuối xiêm được ăn cả lúc chín vàng lẫn ăn sống lúc quả còn xanh. Quả còn dùng để chế biến rất nhiều món ăn như kem chuối, chè chuối, chuối chiên, chuối nướng, chuối luộc... Món "chuối nếp nướng" chế biến từ chuối xiêm, là một trong 9 món được CNN nhắc đến trong danh sách "Những món tráng miệng ngon nhất thế giới". Quả chuối xanh còn sống có thể được dùng trong các món rau ghém, ăn kèm món cuốn. Tại miền Tây Nam Bộ, hầu như tất cả bộ phận của cây chuối xiêm đều được người dân tận dụng để phục vụ cho đời sống. Ngoài quả chuối để ăn thì lá chuối được dùng để gói các món bánh truyền thống (bánh tét, bánh ít,...), cuống lá khô dùng làm dây buộc. Bắp chuối xiêm (tức hoa chuối theo cách gọi ở miền Tây Nam) sau khi đã trổ xong buồng được tận dụng để chế biến món ăn như trộn món gỏi bắp chuối, thái sợi ăn kèm các món bún (như bún bò Huế, bún riêu cua, bún nước lèo, bún mắm, ...). Đặc biệt, người dân miền này cho rằng chỉ bắp chuối xiêm và chuối hột là ăn được, còn lại của các giống chuối khác thì không thể ăn do vị đắng, nhiều mủ.